# Julen Cordero
Julen Cordero González (Desamparados, San José, Costa Rica, 3 de julio de 2001) es un futbolista costarricense que juega como delantero en el FC Samtredia de la Segunda División de Georgia.

## Trayectoria

### Inicios
Julen nació de seis meses, el 3 de julio de 2001 en San Antonio de Desamparados, San José, y es el segundo hijo del exfutbolista Víctor Cordero, quien tuvo una prolongada carrera en el Deportivo Saprissa y que acompañó a los partidos de club y selección. El jugador, a diferencia de su padre que fue defensa, practicó la disciplina para una posición de ofensiva e inició en las categorías de prospectos de su generación, esto en el conjunto morado a partir de los siete años. Desde pequeño, su aporte fue fundamental al registrar goles y asistencias a sus compañeros. Subió a la categoría infantil y progresó en la Sub-15, donde se adjudicó como el máximo anotador en noviembre de 2016, llegando a la cifra de diecisiete tantos y saliendo con el segundo lugar del certamen.

### Deportivo Saprissa
El atacante fue invitado por el cuerpo técnico del club absoluto para los entrenamientos de pretemporada, entre junio y julio de 2017. Cordero fue el más joven de su grupo con dieciséis años y compartió el vestuario con su padre. Además, aportó un gol en un compromiso de preparación, específicamente el 11 de julio sobre el IMG Academy Bradenton en territorio estadounidense.
Cordero fue incluido en la lista de 32 futbolistas, dada el 27 de julio, para hacer frente al Torneo Apertura 2017 de Primera División. Debutó de manera formal el 22 de noviembre, con la dorsal «31» en el duelo por la última jornada de la fase de clasificación ante el Santos de Guápiles, esto tras haber ingresado de cambio al minuto 71' por Randy Chirino. Su equipo perdió con marcador de 1-2 en su propio estadio.
El 27 de febrero de 2018, Julen salió del país para efectuar una pasantía en el club Le Havre de Francia, por el periodo de un mes y sin opción de quedarse, ya que aún no alcanzaba la mayoría de edad según la reglamentación de FIFA. El 20 de mayo se proclama campeón del Torneo de Clausura con los morados tras vencer al Herediano en la tanda de penales.

### Le Havre A. C. II
El 5 de agosto de 2019, se confirma el préstamo de Cordero al equipo de reservas del Le Havre. Su debut en la Championnat National 3 se produjo el 31 de agosto de local frente al filial del Avranches. Julen apareció como titular portando la dorsal «10» y anotó un gol al minuto 69' para el triunfo por 4-1.

### Royale Union Saint-Gilloise
El 14 de junio de 2021, el Royale Union Saint-Gilloise anunció que contaría con ocho jugadores Sub-21 para trabajos de pretemporada, en el que se incluyó a Julen. En dos amistosos anotó dobletes sobre los clubes del RAEC Mons y Tempo Overijse.

### Deportivo Saprissa
El 6 de agosto de 2021, Julen regresó al Deportivo Saprissa tras dos años a préstamo y firmó con los morados hasta el 2023. Debutó en el Torneo de Apertura el 7 de septiembre, en la visita al Estadio Ernesto Rohrmoser contra Sporting. Julen ingresó al minuto 69' por David Ramírez y el marcador terminó en derrota 4-0. El conjunto morado posteriormente finalizó la competencia con el subcampeonato. Cordero contabilizó seis presencias y tuvo 216 minutos de acción.

## Selección nacional

### Categorías inferiores
A mediados de marzo de 2017, el futbolista fue tomado en cuenta por el entrenador Breansse Camacho para disputar el torneo amistoso «Viva Jujuy» en Argentina, con la Selección Sub-17 de Costa Rica. Fue partícipe de los tres encuentros contra las escuadras Sub-19 de Gimnasia y Esgrima (1-1), Gimnasia y Tiro de Salta (3-2), y Atlético de San Pedro (0-4) —con doblete de Cordero—, para coronarse campeón de la competencia.
De la misma manera en territorio argentino pero en la ciudad de Buenos Aires, el delantero estuvo en los fogueos ante los juveniles de Lanús (3-1), Boca Juniors (1-1), San Lorenzo (1-1) y Vélez Sarsfield (2-1), siendo titular en la mayoría de los partidos.
El 7 de abril de 2017, Cordero fue elegido en la lista del estratega de la categoría para afrontar el Campeonato Sub-17 de la Concacaf, con sede en Panamá. El primer encuentro tuvo lugar el 22 de abril en el Estadio Maracaná, escenario donde su nación enfrentó al combinado de Canadá. Julen apareció en la alineación titular con la dorsal «9» y salió de cambio al minuto 77' por Yecxy Jarquín, mientras que el resultado concluyó en victoria ajustada 2-1. Para el siguiente compromiso de tres días después contra Surinam, el atacante marcaría su primer gol del certamen en la ganancia de 3-0. Su selección terminó la fase de grupos como líder invicto tras vencer en la última fecha a Cuba con cifras de 3-1. En la etapa decisiva se presentó la victoria sobre el anfitrión Panamá (2-1) y la derrota ante México (1-6). El puntaje obtenido por su grupo le permitió acceder a uno de los cupos directos al Mundial que se llevaría a cabo en India. Estadísticamente, Julen contabilizó cuatro presencias y solamente aportó un tanto, para acumular 313 minutos de acción.
A partir del 14 de agosto de 2017, el delantero inició los entrenamientos con la categoría Sub-17 como preparación de cara al Mundial que tendría lugar dos meses después. El primer fogueo tuvo lugar el 23 de agosto de visita en el Estadio Carlos Miranda, de la ciudad de Comayagua contra Honduras. Julen apareció en la estelaridad y marcó el gol del descuento en la derrota 2-1. Posteriormente estuvo en las dos nuevas pérdidas ante el combinado de Colombia, ambas con resultados de 3-0 y 2-1.
En rueda de prensa dada por el director técnico Breansse Camacho el 18 de septiembre de 2017, se determinó el llamado de Julen para llevar a cabo la realización de la Copa Mundial Sub-17. Antes de arrancar la competencia, su país viajó a Málaga, España, para luego trasladarse al Marbella Football Center y tener los entrenamientos que formarían parte del campamento base. El 24 de septiembre se dio el primer amistoso en el Estadio Burgos Quintana, contra el equipo de Armilla de Granada, partido en el cual Julen apareció con la anotación de la ventaja transitoria 2-1. Sus compañeros Josué Abarca, Andrés Hernández, Andrés Gómez y Mario Mora ampliaron el resultado para definir la victoria con cifras de goleada 6-1. Dos días después, los costarricenses terminaron perdiendo el segundo amistoso ante Francia, con marcador de 2-0. En esa oportunidad, Cordero estuvo en el once inicial pero a partir del segundo tiempo salió sustituido. El 28 de septiembre entró de cambio por Andrés Gómez al minuto 45' en la nueva derrota de su selección, siendo esta vez de 3-1 frente al combinado Sub-18 de Corea del Sur.
El 7 de octubre de 2017 se desarrolló la primera jornada para su país en el Mundial de la India, precisamente en el Estadio Fatorda de la ciudad de Margao, contra el conjunto de Alemania. Julen empezó desde el banquillo y debutó, con la dorsal «9», tras haber ingresado por Ronnier Bustamante al minuto 75'. Las cifras de 2-1 decretaron la derrota de los costarricenses. Tres días después se disputó el cotejo frente a Guinea en el mismo escenario deportivo. Al igual que en el partido anterior, Cordero entró de relevo por Andrés Gómez al minuto 70' y la igualdad a dos tantos prevaleció, de esta manera consiguiendo su primer punto en el certamen. El 13 de octubre fue titular y completó la totalidad de los minutos en la pérdida de 0-3 ante Irán. El bajo rendimiento mostrado durante las tres fechas del grupo C, tuvo como consecuencia la eliminación de su escuadra en el cuarto sitio de la tabla.
El 9 de febrero de 2018, Julen participó en el amistoso contra la selección Sub-18 de Estados Unidos en Orlando, Florida, donde anotó un gol al minuto 41'. Su país terminó perdiendo con marcador de 2-1. Sumó otra presencia internacional dos días después, frente a este mismo combinado (derrota 3-0).
El 18 de agosto de 2018, el técnico Breansse Camacho conformó la nómina Sub-19 para participar en el Torneo amistoso UNCAF de la categoría, en la que incluyó a Cordero. Su combinado acabó en el tercer puesto de la tabla.

#### Participaciones en juveniles
En cursiva las competiciones no oficiales.
| Competición                           | Sede      | Resultado      | Partidos  | Goles     |
| ------------------------------------- | --------- | -------------- | --------- | --------- |
| Torneo Internacional «Viva Jujuy»     | Argentina | Campeón        | 3         | 2         |
| Campeonato Sub-17 de la Concacaf 2017 | Panamá    | Clasificado    | 4         | 1         |
| Copa Mundial Sub-17 de 2017           | India     | Fase de grupos | 3         | 0         |
| Torneo UNCAF Sub-19 2018              | Honduras  | Tercer lugar   | Sin datos | Sin datos |

## Estadísticas

### Clubes
Actualizado al último partido jugado el 13 de marzo de 2022.
| Deportivo Saprissa Costa Rica |               |               |    |   |   |    |    |   |
| 1.ª | 2017-18       | 1             | 0  | 0 | 0 | 1  | 0  |   |
| 1.ª | 2018-19       | 4             | 0  | 0 | 0 | 4  | 0  |   |
| Total club | Total club    | 5             | 0  | 0 | 0 | 5  | 0  |   |
| Le Havre A. C. II Francia |               |               |    |   |   |    |    |   |
| 5.ª | 2019-20       | 7             | 1  | — | — | 7  | 1  |   |
| 5.ª | 2020-21       | 5             | 1  | — | — | 5  | 1  |   |
| Total club | Total club    | 12            | 2  | — | — | 12 | 2  |   |
| Deportivo Saprissa Costa Rica |               |               |    |   |   |    |    |   |
| 1.ª | 2021-22       | 10            | 0  | 2 | 0 | 12 | 0  |   |
| Total club | Total club    | 10            | 0  | 2 | 0 | 12 | 0  |   |
| Total carrera | Total carrera | Total carrera | 27 | 2 | 2 | 0  | 29 | 2 |
| (1) Incluye datos de la Liga de Campeones de la Concacaf (2018-22) / Liga Concacaf (2021). (2) No incluye goles en partidos amistosos. |               |               |    |   |   |    |    |   |

## Palmarés

### Títulos nacionales
| Título             | Club               | País       | Año  |
| ------------------ | ------------------ | ---------- | ---- |
| Torneo de Clausura | Deportivo Saprissa | Costa Rica | 2018 |
| Torneo de Clausura | Deportivo Saprissa | Costa Rica | 2023 |